# عرفان خان (مغني)
عرفان خان (بالإنجليزية: Irfan Khan)‏ هو مغني باكستاني، ولد في 11 أغسطس 1974 في باكستان.

## وصلات خارجية
- عرفان خان على موقع ميوزك برينز (الإنجليزية)